# Musasir
Muṣaṣir beziehungsweise Ardini (persisch موساسیر, urartäisch Ardini (wahrscheinlich von hurritisch arteni, Stadt), assyrisch KURMu-ṣa-ṣir, Mu-ṣa-ṣi-ru/ri/a / URUMu-ṣa-ṣi-ra-a-a, babylonisch KURMuṣāṣir) war ein Land im Zagros-Gebirge. Hauptstadt war die gleichnamige Stadt Muṣaṣir.

## Lage

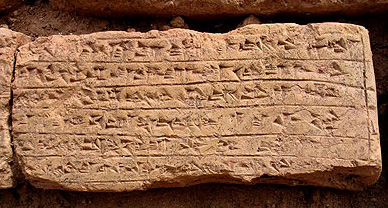
Keilschrifttafel aus Rabat-Tepe

Die genaue Lage der Stadt Muṣaṣir ist nicht gesichert, obwohl das Land selbst zweifelsfrei identifiziert werden konnte. Die meisten Forscher nehmen heute an, dass Muṣaṣir in der Umgebung von Topzawa lag.
- Thureau-Dangin nahm an, dass Muṣaṣir im Hakkari-Gebirge lag.
- Boehmer (s. unter Literatur) identifizierte Mudjesir bei Sidekan, 10 km westlich von Topzawa als Muṣaṣir[1]. Sargon II. erwähnte in seinen Annalen, dass das Land Muṣaṣir vor vier hohen Bergen liegt. Von der heutigen Burgruine Mudjesir sind vier Berge zu sehen, die an die Schito-Bergkette angrenzen.
- Der Helsinki-Atlas lokalisiert Muṣaṣir in der Gegend von Rawanduz, ca. 80 km nordöstlich von Erbil[2].
- Reza Heidari, ein Archäologe der „Cultural Heritage and Tourism Organization“ von West-Aserbaidschan will Rabat Tepe bei Sardascht im Iran mit Muṣaṣir identifizieren.[3]

## Geschichte
Die erste Erwähnung von Muṣaṣir findet sich unter Assurnasirpal II., der 879 v. Chr. auf der Bankett-Stele aus Nimrud die Einweihung seines Palastes in Kalḫu beschreibt. Zu diesem zehntägigen königlichen Fest waren unter anderen die Abgesandten der Länder Gurgum, Melidu, Ḫubuškia, Gilzanu, Kuma und KURMuṣaṣirāja erschienen.

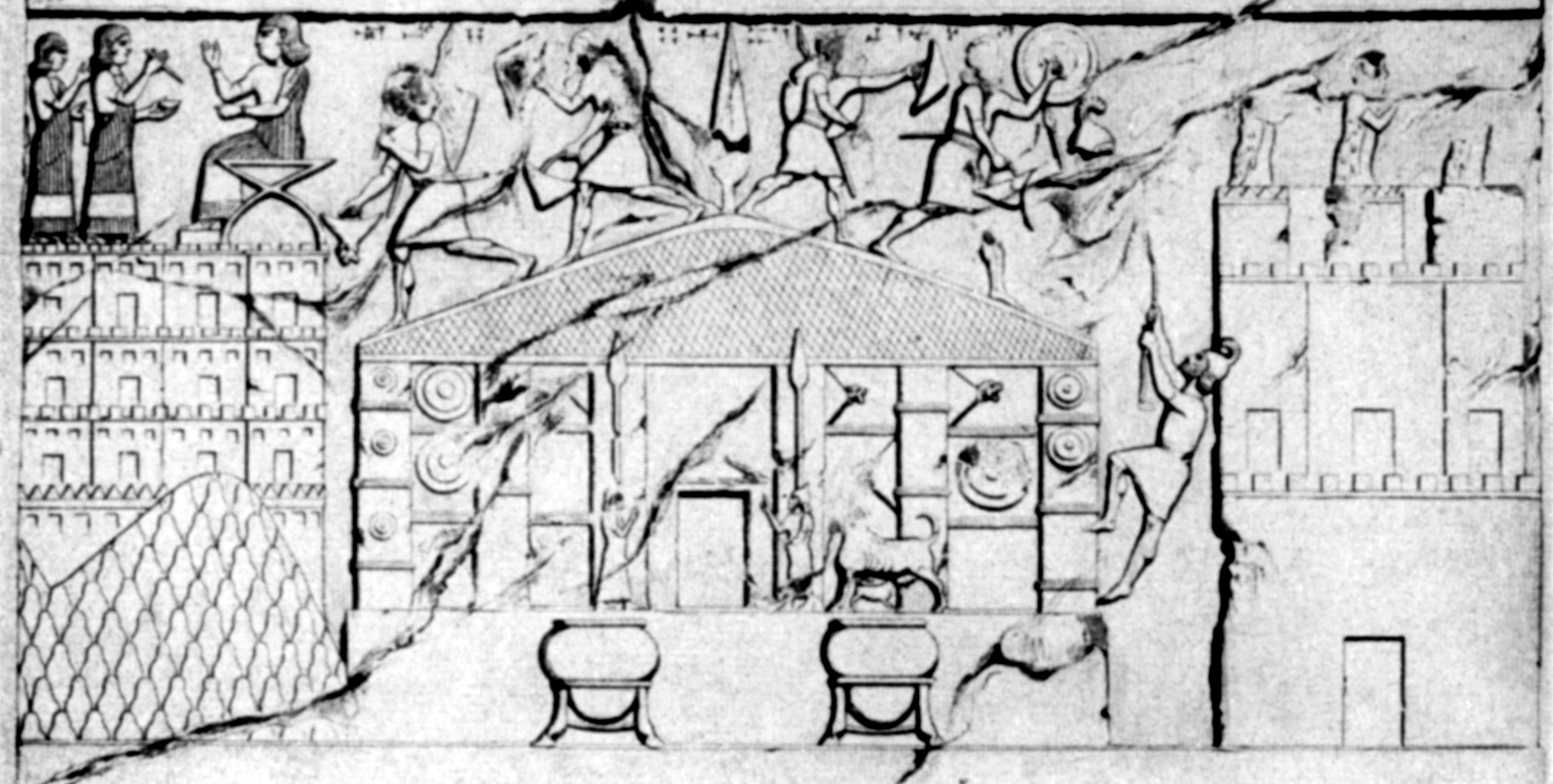
Der Tempel des Gottes Ḫaldi auf einem assyrischen Relief

Die Kel-i-Schin-Stele, eine urartäisch-assyrische Bilingue vom Kel-i-Schin, einem Pass durch das Zagros-Gebirge, erwähnt die Pilgerfahrt des urartäischen Königs Išpuini und seines Sohnes Menua zum Ḫaldi-Heiligtum in Muṣaṣir, wo sie dem Gott reiche Gaben darbringen. Išpuini nahm Muṣaṣir etwa 810 v. Chr. in Besitz und nannte die Stadt Ardini.
Im 31. Regierungsjahr von Salmanassar III. eroberte der turtānu Dajan-Aššur 828 v. Chr. die Stadt Zapparia nebst 46 Ortschaften des Landes Muṣaṣir. Zuvor hatte König Dada aus Ḫubuškia, das zu dieser Zeit an den Grenzen Urarṭus lag, Tribut entrichtet. Der Kurkh-Monolith führt Muṣaṣir unter den Eroberungen in Urartu auf, alle anderen Inschriften von Šulmanu-ašared III. führen dagegen Arzaškun an der Stelle von Muṣaṣir auf.
Unter Sargon II. wurde Muṣaṣir sowohl von Urarṭu als auch von Assyrien beansprucht. Auf der Stele von Topzawa berichtet Rusa I. von Urartu, König Urzana in sein Amt eingesetzt zu haben, Sargon sah ihn dagegen als assyrischen Vasallen, der sich weigerte, Tribut zu zahlen (Gottesbrief, Zeilen 306–308).

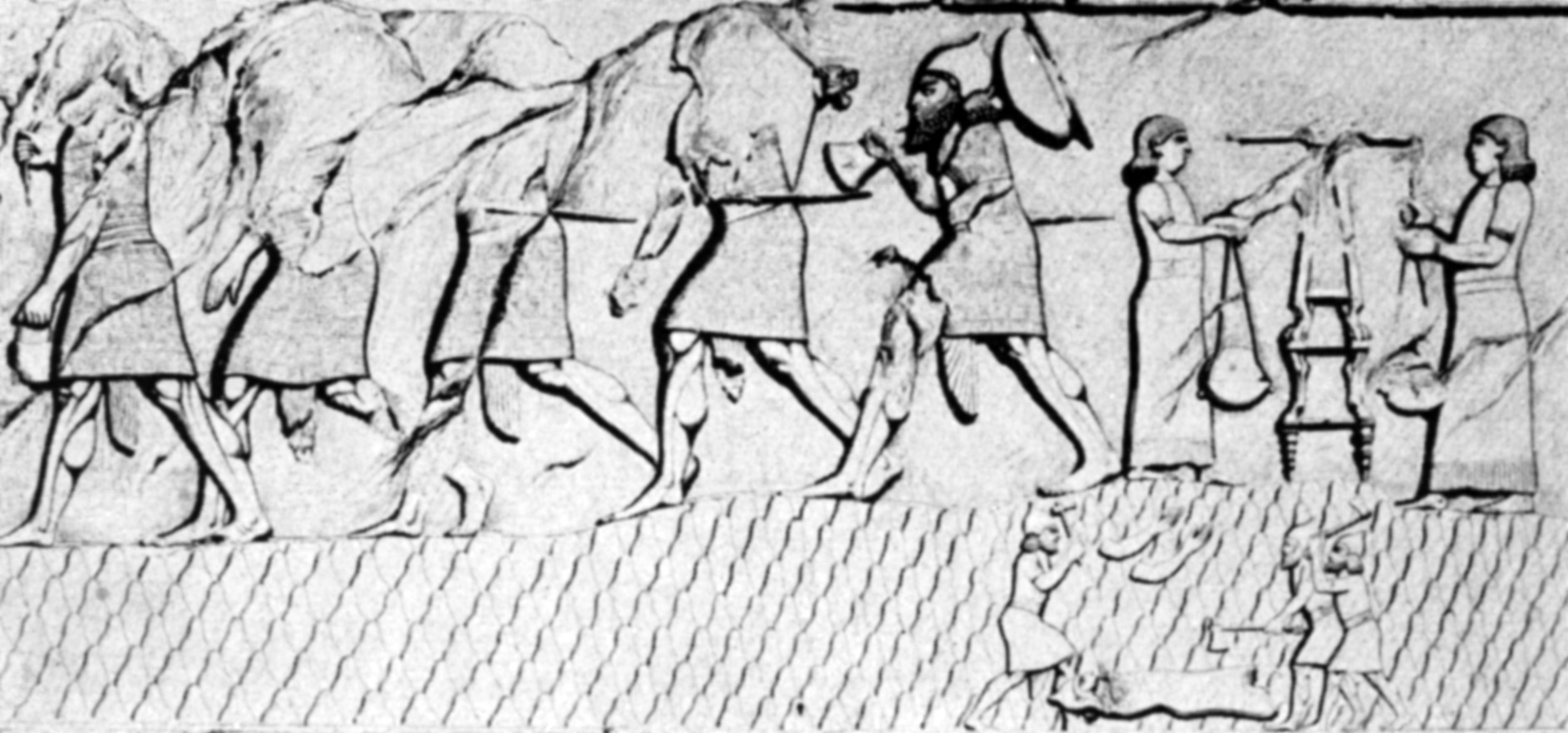
Kampfszene in der Schlacht um Muṣaṣir auf einem assyrischen Relief

In seinem 8. palû (Regierungsjahr), also 714, als Ištar-dūri līmu (eponymer Beamter) war, führte Sargon II. einen Feldzug in den Zagros. Sargon wollte ursprünglich vor allem Andia und Zikirtu unter seine Kontrolle bringen. Ullusunu von Mannai, nach assyrischen Angaben ein Vasall Sargons, hatte um Hilfe gegen Rusa I. von Urartu gebeten. Sargon schlug Rusa am Berg Uaus, plünderte Teile Urartus, ohne die Hauptstadt erobern zu können, und plünderte, vielleicht um diesen Misserfolg wettzumachen, auf dem Rückmarsch Muṣaṣir. König Urzana wurde gefangen genommen.
Über den Feldzug berichten:
- Der Gottesbrief an Aššur;
- Die Eponymenchronik: Feldzug gegen Urarṭu, die Stadt von Muṣaṣir, Ḫaldia;
- Das Niniveh-Prisma: Feldzug gegen Rusa von Urarṭu, Liste der Beute aus Muṣaṣir;
- Die Annalen von Chorsabad: Tribut der Mannäer und Meder, Feldzug gegen Urarṭu und Muṣaṣir.

Der Bericht über die kampflose Einnahme von Muṣaṣir ist der Höhepunkt des Gottesbriefes. Nur ein Wagenführer, zwei Reiter und drei Fußsoldaten haben bei der Einnahme von Muṣaṣir ihr Leben verloren. Die Plünderung des Tempels sowie der Abtransport der Beute, darunter die Statuen des Ḫaldi, werden beschrieben. Die Beute wird detailliert aufgelistet (Gottesbrief, Zeilen 309–414).
In abgekürzter Form berichtet Sargon an anderer Stelle:

„Rusa I. von Urarṭu schlug ich auf dem unzugänglichen Berge Uaus und 250 seiner königlichen Sippe nahm ich gefangen. 55 starke mit Mauern versehene Städte seiner acht Gebiete nebst elf seiner Burgen eroberte und verbrannte ich. […] Muṣaṣir, das auf Rusa von Urarṭu sich verlassen […] hatte […], bedeckte ich mit Truppenmassen heuschreckengleich. […] Rusa […] hörte, dass Muṣaṣir zerstört, sein Gott fortgeschleppt sei, und nahm sich […] mit dem eisernen Dolche seines Gürtels das Leben.“

Die Liste der Beute ist eindrucksvoll:

„Kostbare Steine in Mengen, Szepter aus Elfenbein, in Silber gefasst, den Besitz und die Götter dieses Palastes, gefärbte Gewänder, Leinengewänder ohne Zahl erhielt ich. Haldi und seine Gattin Bagmaštu (oder auch Bagbartu), mit dem Besitz seines Tempels … vier Talentee, drei Minen Gold, 162 Talente, zwanzig Minen Silber, 3600 Talente unbearbeiteten Kupfers, 27 Silbergegenstände, zahllose Gegenstände aus Bronze und Eisen, ein Beterstandbild des Königs Ištar-Duri, Sohn von Išpuini, König von Urarṭu, sein Sitz aus Kupfer, mit einem Stier aus Kupfer, einer Kuh aus Kupfer und einem Kalb aus Kupfer trug ich mit mir hinweg, nach Assur brachte ich es. Die restlichen Götter ließ ich dort.“

Außerdem wurden 6210 Menschen, 12 Maultiere, 380 Esel, 525 Rinder, 1285 Schafe, die Frau, die Söhne und die Töchter Rusas verschleppt.
Im folgenden 9. Regierungsjahr (713) blieb der König nach der Eponymenchronik im Lande, während seine Adeligen in Ellipi Krieg führten. Rusa taucht wieder in der Liste seiner Feinde auf. In diesem Jahr wurde die Statue des Ḫaldi nach Muṣaṣir zurückgebracht. Es wird sogar erwogen, dass es Rusa gelang, wieder die Herrschaft über Musasir zu erlangen.

## Bauten
In der Stadt Muṣaṣir befand sich ein Turm-Tempel (susi) des urartäischen Hauptgottes dḪaldi. Die Statue zeigte den Gott mit seiner Gemahlin Bagmaštu. Die Namen deuten auf eine Einwanderung der Gottheiten und könnten eine iranische Herkunft anzeigen.

## Könige von Musasir
- Urzana

## Städte und Festungen
- Muṣaṣir
- Sapparia[10]